# Munidopsis albatrossae
Munidopsis albatrossae is een tienpotigensoort uit de familie van de Munidopsidae. De wetenschappelijke naam van de soort is voor het eerst geldig gepubliceerd in 1973 door Pequegnat & Pequegnat.